# Rudolf Bürger
Rudolf Bürger (* 31. Oktober 1908 in Temesvár, Königreich Ungarn, Österreich-Ungarn; † 20. Januar 1980) war ein rumänischer Fußballspieler und -trainer. Er bestritt 107 Spiele in der Divizia A und nahm an der Fußball-Weltmeisterschaft 1930, der Fußball-Weltmeisterschaft 1934 und der Fußball-Weltmeisterschaft 1938 teil.

## Karriere als Spieler

### Verein
Rudolf Bürger, ein Banater Schwabe, begann seine Karriere in seiner Heimatstadt Temesvár bei Chinezul Timișoara, das in den 1920er-Jahren den rumänischen Fußball dominiert und sechs Meistertitel in Folge gewonnen hatte. Auf dem Weg zum letzten dieser Meistertitel war Bürger bereits aktiv beteiligt. Danach brach die Mannschaft 1927 auseinander, da sich viele Spieler Ripensia Timișoara anschlossen – einer neu gegründeten Profimannschaft, die zur rumänischen Meisterschaft allerdings noch nicht zugelassen war. 1930 entschloss sich Bürger, ebenfalls zu Ripensia zu wechseln. Nach Gründung der rumänischen Profiliga Divizia A im Jahr 1932 war auch Ripensia mit dabei, so dass Bürger fortan in der höchsten rumänischen Fußballliga spielte. Dort kam Bürger am 11. September 1932 bei der Niederlage gegen CFR Bukarest zu seinem ersten Einsatz. Mit Ripensia gewann er vier Meistertitel und lieferte sich ein Duell mit dem Dauerrivalen Venus Bukarest. Nach dem Ausbruch des Zweiten Weltkrieges wurde der Spielbetrieb eingestellt und Bürger musste auf Grund einer Knieverletzung seine Karriere beenden.

### Nationalmannschaft
Bürger bestritt 34 Länderspiele für die rumänische Fußballnationalmannschaft. Sein Debüt gab er am 15. September 1929 gegen Bulgarien. Als einer von wenigen Spielern nahm Bürger an den ersten drei Weltmeisterschaften teil. Bei der Fußball-Weltmeisterschaft 1930 in Uruguay und der Fußball-Weltmeisterschaft 1938 in Frankreich kam er zu jeweils zwei Einsätzen, während er bei der Fußball-Weltmeisterschaft 1934 in Italien nicht zum Zuge kam.

## Karriere als Trainer
Bürger widmete sich nach seiner aktiven Laufbahn der Trainertätigkeit. Seine erste Station war ab 1942 Politehnica Timișoara. Nach dem Krieg trainierte er zwischen 1946 und 1948 CAM Timișoara sowie zwischen 1948 und 1951 AS Armata Timișoara, bevor er seine Heimatstadt für eine Spielzeit verließ, um Electroputere Craiova zu betreuen. Er kehrte jedoch im Jahr 1953 nach Timișoara zurück, wo er mit der Unterstützung von Nicolae Kovacs und Zoltán Beke bei Știința Timișoara und dann bis 1970 bei CFR Timișoara in unterschiedlichen Bereichen tätig war.

## Erfolge

### Als Spieler
- WM-Teilnehmer: 1930, 1934, 1938
- Balkan-Cupsieger: 1929/31, 1936
- Freundschaftscupsieger: 1936, 1939
- Rumänischer Meister:  1926/27, 1932/33, 1934/35, 1935/36, 1937/38
- Rumänischer Pokalsieger: 1933/34, 1935/36